# なな→きゅう
なな→きゅうは、文化放送が2019年4月1日から2021年3月26日まで平日の午前中に放送したラジオ番組である。番組タイトルのなな→きゅうは、全曜日とも放送時間が7時00分（なな）から（→）9時00分（きゅう）まで、に由来する。

## 概要
2019年3月まで放送した『The News Masters TOKYO』の放送枠である月曜日 - 金曜日の7時00分 - 9時00分に、2019年4月改編で朝の生ワイド番組として2019年4月1日に放送を開始した
「今、知りたい情報をまっすぐに。」をテーマに、ニュース、スポーツ、芸能、天気、交通情報など忙しい朝に今知りたい情報を、簡潔に伝える現代型情報エンターテインメント番組として、文化放送ではパーソナリティに女性タレントを初めて起用した、平日朝の情報ワイド生番組である。いずれも既婚女性の上田まりえが月曜日から木曜日、鈴木あきえが金曜日をそれぞれ担当する。「女性ならではの目線」「さまざまな流行にも敏感な情報を発信」を企図した。
鈴木は2020年11月から第2子の産前産後休業で10月30日放送分で一旦休演し、11月6日放送分から2021年2月19日まで高橋みなみが金曜日のパーソナリティ代理を務めた。鈴木は2020年12月の第二子出産を経て、2021年2月26日放送分から出演を再開した。
出演者らは番組の聴取者を「ななきゅうバー」と称して親しんでいた。
2020年5月26日に放送回数が300回を迎え、2021年3月2日に放送回数が500回を迎えた。
文化放送は、当番組を3時間に拡大を検討したが2021年3月で終了すると2020年11月12日（木曜日）の本番終了後に上田と担当プロデューサーに伝えた。2021年1月18日（月曜日）放送分のエンディングで、上田が番組の終了を公表した。

## 出演者
本項は番組公式サイトに基づく

### パーソナリティ
- 月 - 木曜日：上田まりえ（元日本テレビアナウンサー）（2019年4月1日 - 2021年3月25日）[12]
- 金曜日：鈴木あきえ（2019年4月2日 - 2020年10月30日、2021年2月26日 - 3月26日）

#### ピンチヒッター
- 金曜日：高橋みなみ（元AKB48）（2020年11月6日 - 2021年2月19日）
  - 鈴木の産休期間中を担当。

### パートナー
- 月曜：宮下純一（2019年4月1日 - ） / 今浪隆博（2020年1月6日 - ） - 隔週交代
- 火曜：ユージ（2019年4月2日 - ）
- 水曜：柴田英嗣（2019年4月3日 - ） - アンタッチャブル
- 木曜：岡田圭右（2019年4月4日 - ） - ますだおかだ
- 金曜：寺島啓太（2019年4月5日 - ） - 文化放送アナウンサー

#### ピンチヒッター
- 砂山圭太郎（文化放送アナウンサー）
  - 2020年9月11日（金）放送分、寺島が喉の不調で発声に障り急遽代演した。
- 増田英彦（ますだおかだ）
  - 2021年2月15日（月）放送分、今浪の休演のため代演した。

### 過去
- 月曜：田中浩康（2019年4月1日 - 12月30日）

## タイムテーブル
本項の表記は番組公式サイトに基づく、「今朝の7球」の後につく数字は本来は丸数字
- 7時00分 今日のトピックス
- 7時10分 今朝の7球(1)
- 7時20分 天気・交通情報
- 7時25分 今朝の7球(2)
- 7時40分 武田鉄矢・今朝の三枚おろし
- 7時50分 天気・交通情報
- 8時00分 今日のトピックス
- 8時05分 今朝の7球(3)
- 8時15分 天気・交通情報
- 8時20分 今日のとっておき
- 8時30分 積水ハウス スマイル交遊録
- 8時35分 今朝の7球(4)
- 8時47分 ジャパネットたかた ラジオショッピング
- 8時50分 天気・交通情報

## 「なな→きゅうの日」
7月9日を番組名にちなんで「なな→きゅうの日」として一般社団法人日本記念日協会に申請して認定された、と2020年7月9日の放送で発表した。